# Yusuf Lawal
Yusuf Lawal (23 maart 1998) is een Nigeriaans voetballer van Sporting Lokeren die op 14 april 2018 zijn debuut maakte tegen KAS Eupen. Lawals favoriete positie is op de rechterflank.

## Clubcarrière
Lawal is een jeugdproduct van 36 Lion FC in Lagos, waar hij van 2011 tot 2017 speelde. Hij kreeg er de bijnaam  Obagoal  vanwege de gelijkenis van zijn spel met Obafemi Martins. Op 1 september 2017 maakte KSC Lokeren bekend dat het Lawal voor drie jaar met optie had vastgelegd. Lawal maakte op 14 april 2018 zijn officiële debuut voor de club in de Play-off 2-wedstrijd tegen KAS Eupen. 

## Internationale carrière
Lawal werd in 2015 opgeroepen voor een trainingskamp voor het Nigeria –23 ter voorbereiding op de Afrika Cup onder 23, maar hij zat uiteindelijk niet in de selectie voor het toernooi.